# Le Puits fantastique
Le Puits fantastique er en fransk stumfilm fra 1903 af Georges Méliès.